# 補陀寺 (秋田市)
補陀寺（ほだじ）は、秋田県秋田市所在の曹洞宗の寺院である。秋田三十三観音霊場第23番札所。

## 概要
亀像山補陀寺は、1349年（正平4年/貞和5年）、安藤盛季（年代的には安藤師季の過伝か）により招かれた月泉良印により比内庄松原（現大館市）に創建されたと伝えられている。二世無等良雄は藤原藤房と同一人物との所伝があり寺の背後地には墓がある。のち、現在地に移転したが詳細は不明。故地は矢立廃寺跡（秋田県指定史跡）であると言われるが発掘結果と伝承とに齟齬があり未確定である。總持寺の直末として東奥の小本山とも東北の中本山とも称される。また、寺内には秋田七福神の大黒天札所がある。

### 年表
- 1349年（正平4年/貞和5年）：月泉良印により開山
- 室町時代：現在地に移転する。
- 1778年（安永7年）：本堂が再建される。
- 1984年（昭和59年）：本堂が改修される。

## 文化財
- 楼門、本堂（秋田市指定有形文化財）

## 交通

### バス
- 補陀寺前（JR東日本 奥羽本線 秋田駅から約25分）
  - 秋田中央交通（添川経由または秋田温泉経由蓬田上丁行き）

### その他
- 駐車場 : 有り